# Улична уметност у Србији
Улична уметност у Србији (енгл. Street Art) представља динамичан и разнолик облик визуелног изражавања у јавном простору широм градова и насеља у Србији. Обухвата различите технике и приступе, од графита и мурала, преко стенсила (шаблона) и налепница, до уличних инсталација и других форми. Улична уметност у Србији развијала се под утицајем глобалних трендова, али и као одраз локалних друштвених, културних и политичких околности.

## Дефиниција и форме уличне уметности
Улична уметност је широка категорија уметничког стваралаштва које се одвија у јавном простору, најчешће без званичног одобрења (иако постоје и легални мурали и пројекти). За разлику од вандализма, улична уметност тежи да пренесе одређену естетску, друштвену или политичку поруку.
Најчешће форме уличне уметности у Србији укључују:
- Графити: Спрејом исписана имена (тагови), стилизовани потписи или сложеније слике.
- Мурали: Велике слике на зидовима зграда, често рађене уз дозволу или у оквиру фестивала.
- Стенсил арт (шаблони): Цртежи или поруке нанети преко претходно исечених шаблона.
- Налепнице (стикери).
- Уличне инсталације и скулптуре.
- Yarn bombing (уплитање вунице): Ређа форма, али присутна.

## Историјски развој у Србији

### Рани почеци и деведесете године XX века
Иако су се први графити у Србији (тада делу СФРЈ) појавили током 1980-их, под утицајем хип-хоп културе и примера из западних метропола, значајнији развој уличне уметности, посебно графита, везује се за 1990-е године. У том периоду друштвених и политичких турбуленција, графити су често били облик бунта, изражавања ставова или обележавања територије навијачких група. Поред тога, јављају се и први уметнички графити и мурали.

### Од 2000. године до данас
Након 2000. године, улична уметност у Србији доживљава експанзију и диверсификацију. Поред графита, све су заступљенији мурали, често великих димензија, који настају како илегално, тако и у оквиру организованих пројеката и фестивала. Уметници почињу да користе разноврсније технике и стилове, а њихови радови постају видљивији и прихваћенији у јавности. Градови попут Београда (посебно квартови као што су Савамала, Дорћол), Новог Сада, Ниша и Крагујевца постају значајни центри уличне уметности.

## Значајни уметници и колективи
Српска сцена уличне уметности изнедрила је неколико међународно признатих уметника и активних колектива. Неки од истакнутијих су:
- Артез (Artez): Познат по фотореалистичним муралима са комбинацијом фигурације и флоралних мотива, ствара широм света.[3]
- Lortek: Препознатљив по својим карактеристичним стилизованим фигурама и сложеним композицијама.
- Wuper: Уметник чији радови често носе друштвено ангажоване поруке.
- BLU: Италијански уметник који је оставио значајан траг у Београду својим великим муралом у Поп Лукиној улици.
- Бројни други уметници и графити цртачи који делују индивидуално или у оквиру колектива (нпр. некадашњи колективи као што су "Paint Punks" или "ZID KLAN").[2]

## Локације и значајни радови
Улична уметност се може наћи широм Србије, али су неке локације посебно познате:
- Београд:
  - Савамала: Дуго је била центар алтернативне уметности и место настанка бројних мурала и графита.
  - Дорћол: Такође богат примерима уличне уметности.
  - Разни делови града где су видљиви велики мурали.
- Нови Сад: Активна сцена, посебно у Кинеској четврти и другим деловима града.
- Ниш, Крагујевац, Чачак, Суботица и други градови такође имају своје примере уличне уметности и фестивале.

## Фестивали и догађаји
У Србији се организује неколико фестивала и догађаја који промовишу уличну уметност:
- Rekonstrukcija Street Art Festival (Београд): Некадашњи значајан фестивал.[4]
- Runaway Street Art Festival (Ћуприја): Фестивал који доприноси развоју уличне уметности у мањим срединама.[5]
- DUK Festival (Dani urbane kulture) (Чачак): Мултидисциплинарни фестивал који укључује и уличну уметност.
- Street Art Festival Kragujevac.
- Разне локалне иницијативе и радионице.

## Друштвени и културни утицај
Улична уметност у Србији има вишеструк значај:
- Представља облик јавног изражавања, често младих и алтернативних група.
- Може бити средство друштвене критике и активизма.
- Доприноси урбаној регенерацији и естетском оплемењивању јавних простора.
- Постаје део туристичке понуде и културног идентитета градова.
- Однос са властима и јавношћу је често комплексан, крећући се од перцепције вандализма до признавања уметничке вредности. Последњих година расте свест о значају уличне уметности, што доводи и до већег броја легалних и подржаних пројеката.